# Station Wejherowo Cementownia
Station Wejherowo Cementownia is een spoorwegstation in de Poolse plaats Wejherowo.